# What a Fool Believes
«What a Fool Believes» es una canción escrita por Michael McDonald y Kenny Loggins. La versión más conocida fue grabada por The Doobie Brothers (con McDonald cantando la voz principal) para su álbum de 1978 Minute by Minute.

## Versión de Kenny Loggins
McDonald y Loggins, que habían querido colaborar durante algún tiempo, escribieron la canción juntos en Los Ángeles. Loggins fue a la casa de McDonald y lo escuchó tocar una melodía en el piano, y sugirió que trabajaran en eso, ya que ya tenía en mente una frase que decía: She had a place in his life ("Ella tenía un lugar en su vida"). Terminaron la canción al día siguiente. La versión de Loggins fue un acuerdo creativo con el productor Bob James. Loggins lanzó su versión de "What a Fool Believes" en su segundo álbum Nightwatch, el 12 de julio de 1978.

## Versión de The Doobie Brothers
The Doobie Brothers, con McDonald en la voz, grabaron una versión con el productor Ted Templeman. En diciembre de 1978, cinco meses después de que se publicara la grabación original de Loggins, The Doobie Brothers incluyó su versión en el álbum Minute by Minute, y se lanzó como sencillo al mes siguiente. Esta es la versión más conocida de la canción,  
Debuó en el número 73 en el Billboard Hot 100 el 20 de enero de 1979, y luego alcanzando el número uno el 14 de abril de 1979, durante una semana. 
Esta versión recibió premios Grammy en 1980 tanto por Canción del Año como por Grabación del Año. En 2024, la canción fue incluida en el Salón de la Fama de los Grammy. 
Esta versión de la canción apareció en Grand Theft Auto V en la estación de radio ficticia Los Santos Rock Radio, que también contó con Loggins como presentador de radio.

## Posicionamiento en listas
| Lista (1979)                          | Máxima posición |
| ------------------------------------- | --------------- |
| Australia (Kent Music Report)         | 12              |
| Bélgica (Flandes) (Ultratop 50)       | 16              |
| Canadá (RPM Top Singles)              | 1               |
| Canadá (RPM Adult Contemporary)       | 1               |
| Estados Unidos (Billboard Hot 100)    | 1               |
| Estados Unidos (Adult Contemporary)   | 22              |
| Estados Unidos (Hot Dance Club Songs) | 40              |
| Estados Unidos Cash Box Top 100       | 1               |
| Irlanda (IRMA)                        | 28              |
| Nueva Zelanda (RIANZ)                 | 5               |
| Países Bajos (Mega Single Top 100)    | 10              |
| Reino Unido (Official Charts Company) | 31              |

## Personal
- Michael McDonald - voz principal, piano, sintetizadores Oberheim de 8 voces
- Patrick Simmons - guitarra, coros
- Jeff "Skunk" Baxter - guitarra
- Tiran Porter - bajo, coros
- Keith Knudsen - batería, coros
- Ted Templeman - batería
- Bill Payne - Sintetizador Oberheim de 8 voces (con Michael McDonald)
- Bobby LaKind - congas, coros

## Otras versiones de Loggins y McDonald/The Doobie Brothers
En 1978, Warner Brothers lanzó una versión disco de 12" de The Doobie Brothers (con "Don't Stop to Watch the Wheels"), que alcanzó el número 40 en la lista Disco Action de Billboard en abril de 1979. Mezclada por el productor de música disco Jim Burgess, con una duración de 5:31 la canción es considerablemente más larga que las versiones de 3:41 en el sencillo de 7" y el LP Minute by Minute. La versión de 12" también tiene un ritmo de batería más pronunciado impulsado por el bajo.
Una versión en vivo aparece en el álbum de 1980 de Loggins, Kenny Loggins Alive.
Una reedición del sencillo fue lanzada en 1987 acreditada a The Doobie Brothers con Michael McDonald. Fue incluida en el álbum recopilatorio de McDonald's de 1986 Sweet Freedom. Alcanzó el número 57 en la lista de singles del Reino Unido en enero de 1987.
Hay una versión a dúo en vivo de Loggins/McDonald en el álbum de 1993 de Loggins, Outside: From the Redwoods.
Una versión con Sara Evans se incluye en el álbum de estudio de 2014 de los Doobie Brothers, Southbound.

## Versión Matt Bianco
La banda británica Matt Bianco lanzó una versión de "What a Fool Believes" en su cuarto álbum de estudio Samba in Your Casa en 1991. La canción fue lanzada como el último sencillo del álbum, y alcanzó el número 23 en la lista Irish Singles Chart de Irlanda a principios de 1992. 

### Lista de canciones
- sencillo 7[21]

A. "What a Fool Believes" – 4:23
B. "Say It's Not Too Late" – 4:56
- maxi 12"[21]

A. "What a Fool Believes" (mixed by Bobby Summerfield) – 4:23
B1. "Samba in Your Casa" (Cashassa Mix) (mixed by Bobby Summerfield) – 4:47
B2. "Say It's Not Too Late" – 4:56

## Otras versiones notables
- 1980: Aretha Franklin - del álbum Aretha, alcanzó el número 46 en el Reino Unido.[22]
- 1998: Peter Cox - Top 40 en el Reino, reedición de 1998 de su álbum debut en solitario homónimo.[23]